# Necropoli di Cava della Rena e di San Carlo - Fonte Curato
Le Necropoli di Cava della Rena e di San Carlo - Fonte Curato si trovano nei pressi della Necropoli di Coccitelle ad Anversa degli Abruzzi in provincia dell'Aquila.
La Necropoli di Cava della Rena risale al III-I secolo a.C.  ed è composta prevalentemente da tombe a camera, in cui all'interno sono state ritrovate ceramiche, bronzi e materiali in ferro.
Nell'adiacente Necropoli di San Carlo-Fonte Curato sono state ritrovate tombe ricoperte da lastroni, come nell'altra necropoli anversana Necropoli di Coccitelle, ma risalente al IV-I secolo a.C.
Questi scavi sono stati portati alla luce per caso nel 1996.
Come per l'altra necropoli anversana Necropoli di Coccitelle si potrebbe trattare di scavi archeologici inerenti a una popolazione preromana assoggettata a Roma durante la guerra sociale.